# Gertrude Weaver
Gertrude Weaver (apellido de soltera: Gaines)(Arkansas, 4 de julio de 1898 - Camden, Arkansas, 6 de abril de 2015) fue una supercentenaria estadounidense. Nació en Arkansas cerca de la frontera con Texas. Se convirtió en la persona más anciana de los Estados Unidos tras la muerte de Dina Manfredini el 17 de diciembre de 2012 y pasó a ser la persona viva más anciana del mundo el 1 de abril de 2015 (CST), tras la muerte de la japonesa Misao Okawa, hasta su propia muerte cinco días después. En el momento de su muerte era la sexta persona verificada más anciana de todos los tiempos y la segunda persona más anciana de la historia de Estados Unidos después de Sarah Knauss.

## Biografía
Weaver nació en el Condado de Lafayette en Arkansas, siendo hija de Carlos Gaines (nacido en mayo de 1861) y Ofelia Jeffreys (nacida en diciembre de 1866), que eran aparceros afroamericanos. Se casó el 18 de julio de 1915 y tuvo cuatro hijos. En el momento de su cumpleaños número 116, un hijo, Joe, seguía vivo a la edad de 93 años y cumplió 94 años el día posterior de la muerte de su madre.
A la edad de 104 años, se trasladó a una residencia de ancianos en Camden, después de que se rompiera la cadera. Con rehabilitación, se recuperó de su fractura de cadera y regresó a su casa con la ayuda de su nieta. A la edad de 109 años, regresó a la residencia,  Silver Oaks Health and Rehabilitation, en Camden (Arkansas).
Su salud empezó a declinar desde su cumpleaños 115, pero seguía dejando su habitación para comer y participar en actividades de la residencia. Weaver no sufría ningún problema de salud crónico típico de personas de su edad, dormía bien y no fumaba ni bebía.
Weaver le contó a Associated Press que había tres factores que habían contribuido a su longevidad:Confiar en Dios, trabajar duro y querer a todo el mundo. Weaver añadió un cuarto factor, cuando le contó a la revista Time que intentando hacer todo lo que uno puede es otro factor añadiendo:Haz lo que tu puedas, y si no podemos, no podemos, o, en otras palabras, amabilidad.
Durante la celebración de su cumpleaños 116, el Gerontology Research Group anunció que habían verificado la edad de Weaver, convirtiéndola en la estadounidense más anciana y le fue presentada una placa con el título de estadounidense más anciana inscrita en ella. Además recibió una carta del presidente Barack Obama y el alcalde de Camden declaró el día de su cumpleaños como:El día de Gertrude.
El 6 de abril de 2015, Weaver murió de neumonía a la edad de 116 años y 276 días en la residencia donde residía en Camden. Era la última persona viva nacida en 1898.